# Mychajliwka (rejon czuhujewski)
Mychajliwka (ukr. Михайлівка) – wieś na Ukrainie, w obwodzie charkowskim, w rejonie czuhujewskim. W 2001 liczyła 206 mieszkańców, spośród których 195 posługiwało się językiem ukraińskim, a 11 rosyjskim.